# 世界童軍運動組織
世界童軍運動組織（英語：World Organization of the Scout Movement, WOSM，
/wʊzm/, 法語：)，為全球最大的國際童軍活動組織，總共有168個會員。這些會員為經認證的國家童軍組織，共轄有4,000萬名參與者。世界童軍運動組織成立於1922年，其營運總部設在馬來西亞吉隆坡，法定總部則為瑞士日內瓦。世界童軍運動組織的相對組織為世界女童軍總會。
世界童軍運動組織的使命，是「藉由以童軍諾言和童軍規律為基礎的主要體制，對於青少年的教育做出貢獻，協助建構出個人自我實踐的社會，和在社會中扮演建設性的角色」。該組織由地理分區組成，並由世界童軍會議、世界童軍委員會與世界童軍局進行運作。
世界童軍運動組織共有3個世界童軍中心。大約每隔4年，會在該組織贊助下舉辦世界童軍大露營，也會邀請世界女童軍總會成員參與。該組織也會舉辦世界羅浮童軍大會（對象為17至26歲青少年）與世界童軍服務員大露營（對象為童軍服務員）。世界童軍基金會為一個獨立理事會所運作的永久基金會，主要支持與捐助全球各地由世界童軍運動組織所聯合的童軍活動計畫。
世界童軍運動組織為非政府組織，於聯合國經濟及社會理事會中具有諮詢地位。

## 歷史
1920年，國際童軍會議在世界童軍大露營於倫敦舉辦期間召開，根據會議結果，各國童軍服務員同意成立一個「童軍國際局」（Boy Scouts International Bureau, BSIB）。該組織成立於倫敦白金漢宮路25號，英國童軍總會國際專員胡伯特·S·馬丁被任命為榮譽總監。該組織成立之後的首要任務，就是準備1922年於巴黎舉辦的國際童軍會議。在1922年的巴黎會議上，國際童軍運動會議、委員會與國際童軍局正式建立，會議成員即為創始會員組織。1961年，國際童軍運動會議重組為世界童軍運動組織，原國際童軍運動會議成為該組織的世界童軍會議，國際委員會為世界童軍委員會，國際童軍局為世界童軍局。。

## 世界童軍會議
世界童軍會議（World Scout Conference, WSC）為管理主體，每3年舉辦一次會議，接在世界童軍青年論壇之後。世界童軍會議為童軍活動的大會，每個童軍總會成員需至少派出6人為代表。如果某一國擁有超過1個總會，則必須組成聯盟，由聯盟派出代表出席。國家或地區總會要成為會員，需要遵從世界童軍運動組織的宗旨和原則，並且其總會在政治上屬於獨立狀態。
本會議每3年舉辦，並且會由某個國家或地區總會主辦，主辦權由上屆會議選出；會議當中，主要以共識決方式，協調和決定議題。

## 世界童軍委員會
世界童軍委員會（World Scout Committee）為世界童軍會議的行政主體，由經選舉產生的志工組成。世界童軍委員會於世界童軍會議休會期間代表該會議，負責執行世界童軍會議的各項決議並採取行動。該委員會每2年舉辦1次會議，通常在日內瓦召開。其指導委員會由主席、2名副主席與秘書長組成，視需要舉行會議。
該委員會共有14名委員。其中12名委員來自不同國家，由世界童軍會議選出，任期為3年。在選舉時不考慮國籍問題，代表委員必須關注童軍運動的全體利益，而不是國家利益。秘書長與財務長為該委員會的當然委員。各地區童軍委員會的主席則是以諮詢身份參與該委員會。

### 銅狼獎
銅狼獎為世界童軍運動組織的唯一榮譽獎項，由世界童軍委員會贈與，對象為對世界童軍活動有特殊卓越服務的人士。本獎項經一致決議，首次頒給羅伯特·貝登堡，並於1935年於斯德哥爾摩頒獎並建立此獎項。

## 世界童軍局
世界童軍局（World Scout Bureau, WSB，前身為童軍國際局）為秘書機構，負責執行世界童軍會議與世界童軍委員會的指示。世界童軍局由秘書長領導，並由一小群技術人員支持該機構。

### 世界童軍局位置
世界童軍局於1920年成立於英國倫敦，1959年移至加拿大渥太華。1968年5月1日，國際童軍會議決議將該局移至日內瓦。2013年8月，世界童軍運動組織宣布世界童軍局中央辦公室移動到吉隆坡。

## 世界童軍中心
世界童軍中心（World Scout Centre）為世界童軍運動組織的品牌，但實際上則是由其分區獨立經營：
- 坎德施泰格國際童軍中心位於瑞士，由童軍國際家園（Scouts International Home）聯合經營。
- 開羅國際童軍中心（Cairo International Scout Centre）位於埃及，由阿拉伯區經營。
- 皮卡衿世界童軍中心（Picarquín World Scout Centre）位於智利，由美洲區經營。

## 世界童軍徽

1939年─1955年的世界童軍徽版本，用於童軍國際局與國際委員會成員。

世界童軍運動組織成員的布章稱為世界童軍徽，為紫色圓形標誌，中央有百合花飾，環繞著一條繩子，底部打上平結。貝登堡使用百合花飾徽章作為英國陸軍偵查兵的獎章，之後則進行修改並引入童軍活動中。花飾中的箭矢代表羅盤中的指北針，代表要引導童軍走向服務與團結的路途上。百合花飾的三個花瓣代表童軍諾言的三大部分：幫助他人、對神盡責與遵守童軍規律。旁邊的兩個五角星代表真理與知識，其10個角代表10條童軍規律。在百合花飾底部的繩結代表童軍活動為一個大家庭，圍繞成一圈的繩子代表世界童軍運動的大家庭與團結性質。

## 外部連結
- 世界童軍運動組織官方網站
- 世界童軍會議
- 世界童軍委員會
- 世界青年
- 世界童軍運動組織和世界女童軍總會在基本方針上的差異

### 書籍
- Facts on World Scouting, Boy Scouts International Bureau, Ottawa, Canada, 1961

世界童軍局總部位於瑞士日內瓦，並分為6個分區辦公室：
歐洲童軍區：瑞士日內瓦、比利時布魯塞爾與塞爾維亞貝爾格萊德
阿拉伯童軍區：埃及開羅
非洲童軍區：肯亞奈洛比、南非開普敦與塞內加爾達喀爾
亞太童軍區：菲律賓馬卡蒂、澳洲與日本東京
美洲童軍區：巴拿馬知識城
歐亞童軍區：烏克蘭基輔
灰色為古巴、北韓及 老撾沒有童軍活動的國家

- Laszlo Nagy, 250 Million Scouts, The World Scout Foundation and Dartnell Publishers, 1985